# 23 أغسطس (كونستانتا)
23 أغسطس هي قرية تقع في إقليم كونستانتسا في رومانيا.

## السكان
حسب إحصائيات 2002 بلغ عدد سكان القرية 5,289 نسمة.
4,802 رومانيون.
487 تتار.